# Simcha Dinitz
Simcha Dinitz (în ebraică שמחה דיניץ‎) (n. 23 iunie 1929 - d. 23 septembrie 2003) a fost un diplomat și om politic israelian.
1. 1 2 3  חה"כ שמחה דיניץ (în ebraică), Knesset